# ウトキル・スルタノフ
ウトキル・スルタノフ（ウズベク語: Oʻtkir Toʻxtamurodovich Sultonov, Ўткир Тўхтамурадович Султонов、1939年7月14日 – 2015年11月29日）はウズベキスタンの政治家である。1995年から2003年まで同国の首相を務めた。

## 経歴
1939年タシュケントに生まれる。トムスク工科大学を卒業後、トムスクの切削工具会社で電気技師として働いた。
1964年からチカロフ記念タシュケント航空機製造合同で勤務した。イスラム・カリモフと同僚であった。
1985–1991年、科学生産公団「ヴォストーク」社長。

### 政治家として
対外経済関係相、副首相を歴任。
1995年12月21日から2003年12月10日まで首相を務めた。
2003年から2006年まで副首相を務めた。
2006年11月からチカロフ記念タシュケント航空機製造合同社長。
2015年11月、76歳で死去した。